# Cloaking
Cloaking (engl. Verhüllen) ist eine Technik zur Suchmaschinenoptimierung, bei der dem Webcrawler der Suchmaschinen unter derselben URL eine andere Seite präsentiert wird als dem Besucher. Sie dient zur Verbesserung der Rangordnung in Suchmaschinen und der Indexierung.
Ziel des Cloakings ist es, gleichzeitig eine für Suchmaschinen und Besucher optimierte Seite zu präsentieren. Da Suchmaschinen primär Textinhalte verarbeiten und indexieren, wird ihnen eine textbasierte, strukturell optimierte HTML-Seite ausgeliefert. Menschliche Besucher, die einen Browser benutzen, erhalten dagegen für die gleiche URL eine für sie optimierte Seite. Diese kann beispielsweise multimediale Inhalte wie Videos enthalten, deren Inhalte für Suchmaschinen unsichtbar sind. Ein weiterer Grund für Cloaking ist, Optimierungsmethoden vor den Augen der Konkurrenz zu schützen und so das Kopieren von Inhalten oder Techniken zu vermeiden.
Cloaking wird auch dazu genutzt um betrügerische Werbung zu verschleiern. Während ein Nutzer bei der Landingpage die Betrugsseite sieht, sieht der Webcrawler eine harmlose Seite.

## Techniken
User-Agent-Cloaking liegt vor, falls abhängig vom User-Agent verschiedene Inhalte präsentiert werden. Von IP-Cloaking (auch IP-Delivery genannt) wird dagegen gesprochen, falls die Inhalte nach der IP-Adresse unterschieden werden.

## Suchmaschinen
Cloaking ist nach den Richtlinien der meisten Suchmaschinen verboten. Verstöße, die entdeckt werden, haben meist einen dauerhaften Ausschluss aus dem Index zur Folge. Cloaking kann enttarnt werden, indem Suchmaschinenbetreiber mit einer normalen Browserkennung und über eine neutrale IP-Adresse die Website aufrufen und den Inhalt mit jenem der Suchmaschine vergleichen. Eine Marken- und Wettbewerbsverletzung liegt vor, wenn fremde Marken auf Brückenseiten eingesetzt und diese mittels Cloaking versteckt werden.
Zur Erschwerung des Cloakings werden von Suchmaschinenbetreibern nicht alle Namen der Webcrawler öffentlich gemacht. Eine Zuordnung des Crawlers zu einer bestimmten Suchmaschine soll so verhindert werden. Außerdem werden oft mehrere Webcrawler eingesetzt, ein offizieller wie etwa Scooter von AltaVista oder Slurp von Inktomi, und unbekannte, inoffizielle, die sich gegebenenfalls sogar als Browser bei der Seite zu erkennen geben. So können Suchmaschinenbetreiber herausfinden, ob ein einfaches User-Agent-Cloaking angewandt wird.
Professionell durchgeführtes IP-Cloaking ist für die Suchmaschinen schwierig zu enttarnen, da die Erkennung der Webcrawler auf Basis von IP-Adressen, Reverse DNS und Class-C-Netzwerken erfolgt. Voraussetzung für ein funktionsfähiges IP-Cloaking sind aktuelle IP-Listen der Webcrawler.